# Braunichswalde
Braunichswalde is een gemeente in de Duitse deelstaat Thüringen, en maakt deel uit van de Landkreis Greiz.
Braunichswalde telt 612 inwoners.